# سرخس (تركمانستان)
سَرَخْس هي مدينة تاريخية ومركز مساحته 8407 كم² في إيران، كانت سرخس محطة على طريق الحرير، وفي سمت مجدها في القرن 11 كانت تضم العديد من المكتبات ومدرسة شهيرة للمعماريين. معظم موقع المدينة الأصلي يقع الآن في تركمنستان ولقد بنت إيران مدينة جديدة بنفس الاسم قبالتها على الحدود وسرخس الاصل جزء من جمهورية تركمانستان، بينما المدينة الجديدة تقع في أراضي الجمهورية الإسلامية الإيرانية. وحسب خراسان ميراث، في 2006 فإن تعداد سكان المركز يبلغ 87,442.

## الجغرافيا
طقس سَرَخْس قاري، بارد شتاءً ودافئ جاف صيفاً بسبب تأثير صحراء قرة قورم.

## المعالم
وفي مركز سَرَخْس ضمن نطاق 80 كم من بلدة سرخس يوجد:
- سد صداقة إيران تركمنستان
- كرڤان‌سراي رباط شرف
- جسر خاتون

## أعلام
- أحمد بن الطيب السرخسي
- رضي الدين السرخسي
- شمس الأئمة السرخسي
- فضل بن سهل السرخسي

## الهامش
1. ↑  GeoNames (بالإنجليزية), 2005, QID:Q830106
2. ↑  محافظة خراسان رضوي أرض التراث الأصيل مجلة الديار 2013
3. ↑  درگاه ملی آمار نسخة محفوظة 13 نوفمبر 2017 على موقع واي باك مشين.